# Спирално повторение
Спиралното повторение или анастрòфа (на гръцки: ἀναστροφή, anastrophế) е повторение на последната дума или словосъчетание от един стих в началото на следващия стих; използва се и в реторичната реч. Чрез този похват се набляга на художественото, идейно и емоционално значение на повтаряните думи.
Среща се често в народните песни, а оттам преминава и в лириката на поетите, които използват стихосложението и стилните похвати на народното творчество.
Пример (народна песен): 
Садила мома край море лозе,
край море лозе със бяло грозде;
хем го садила, хем е думала:
— Ах, лозе, лозе със бяло грозде,
като те садя, кой ще те бере,
кой ще те бере, кой ще те яде,
като си нямам нийде никого,
току си имам едного Бога,
едного Бога и първо либе —
Бог е високо, либе далеко…
Пример (авторска поезия):
Кажи им, майко, да помнят,
да помнят, мене да търсят,
бяло ми месо по скали,
по скали и по орляци,
черни ми кърви в земята,
в земята, майко, черната.
Дано ми найдат пушката,
пушката, майко, сабята...
Из На прощаване в 1868 г., Христо Ботев